# دير آبان

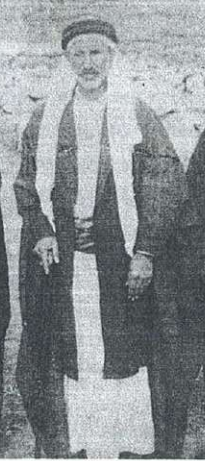
تم التقاط الصورة في أواخر الثلاثينات

دير آبان هي قرية فلسطينية في منطقة القدس. قد هجر سكانها خلال «الحرب» العربية-الإسرائيلية عام 1948 في 19 أكتوبر 1948. أنها كانت تقع على بعد 21 كيلومترا غرب القدس. قد أشار الرومان إلى التسوية أبينيزير.
وفي 1596، ظهرت دير إبان في سجلات الضرائب العثمانية كما يجري في «ناهية القدس» من «ليوا القدس». وكان عدد سكانها 23 الأسر المسلمة والأسر المسيحية 23. أنها دفعت الضرائب على القمح أو الشعير، وأشجار الزيتون والماعز أو خلية نحل.
في عام 1945، كان القرية عدد سكانها إجمالي قدرة 100 2. دير ابان كان مسجدا، وخط أنابيب لنقل المياه من عين مرجلين (5 كلم إلى الشرق). تحتوي القرية على خرب جنعر، حرازة والصياغ.

## اسم القرية
اسم القرية مركب من كلمتين الدير لوجود دير فيها وأبان على اسم أبان بن سعيد بن العاص الصحابي الذي حارب في أجنادين عام 634 بين المسلمين والبيزنطيين في معركة أجنادين.

## التاريخ المبكر للقريه
عرفت القرية في العهد الرماني باسم ابينزير (Abenzer). في سنة 1596, كانت دير آبان قرية من قرى ناحية القدس (لواء القدس)، وعدد سكانها 127 نسمة، يؤدون الضرائب على القمح والماعز وخلايا النحل.

## عائلات القرية و عشائرها
تتألف التركيبة السكانية لالقرية من عدة عائلات و سيتم ذكر بعضها كالأتي :
ابن هذيل و يرجع اصلهم إلى قبيلة بني هذيل بالسعودية و قدموا من الأردن.
القراملة و هم سكان القرية الأصليين.
الدعامسة و يرجع اصلها إلى مؤسس العشيرة دعمس الذي هاجر مع اولاده(بني دعمس) إلى القرية قادما من الأردن و يرجع اصله إلى قبيلة الغساسنة.
الوعرة قدموا إلى القرية و سكنوا في منطقة منخفضة وعره و سموا على اسمها.
ال صرار يقال ان لهم صلة قرابة بعشيرة الصرايرة.
و يوجد العديد من العشائر الاخرى المذكورة في كتاب ديرابان.

## موقع القرية
تقع القرية على السفح الغربي لتل كبير بعد كيلومتر غرب مدينه القدس. وكان الطريق العام الذي يربط بيت جبرين بطريق القدس - يافا العام يمر على بعد نحو 3 كيلومترات غربي القرية، ويشكل صلة الوصل الأساسية بينها وبين المدن والقرى الأخرى.
يحد القرية من الغرب أراضي قرية دير رفات ويحدها من الشمال عرتوف واشوع صرعة ودير رافات التي تحدها أيضا من الجزء الشمالي الغربي ومن الغرب البريج التي تحدها أيضا من الجنوب وكذلك بيت جمال وجرَش وشرقا تحدها دير الهوى وسفلى وترتبط القرية بالقدس وبالرملة عن الطريق المعروف باب الواد.

## القرية قبل عام 1948
القرية مبنية على شكل دائرة ترتكز حول نقطة تقاطع خمس طرق منها الطريق الرئيسية التي تفضي إلى بيت جبرين. وكانت منازل القرية في معظمها مبنية بالحجارة والطين، وكانت سطوحها من الخشب والقش والطوب كما كان لبعضها سقوف مقببة معقودة بالحجارة البيض وكان معظم سكان دير آبان من المسلمين وقد بلغ عددهم في أواسط الأربعينات 2100 نسمة منهم 10 مسيحيين. وكان المسجد العمري ينتصب وسط القرية إلى جانب مدرسة ابتدائية. وقبل الأربعينات كانت القرية تتزود المياه أساسا من آبار تغذيها مياه الأمطار. ثم في زمن لا حق أنشئ خط أنابيب لنقل المياه من عين مرجلين (التي تقع على بعد 5 كلم شرقي القرية). كان بعض سكان دير آبان يعمل في الزراعة، بينما كان بعضهم الآخر يعمل في قطاعي التجارة والخدمات. وكانت أشجار الزيتون تغطي جزءا كبيرا من أراضي القرية. أما الكروم فكانت تغرس في المرتفعات الجبلية بينما تستنبت الحبوب والذرة في الأراضي المستوية التابعة للقرية. في 1944\1945, كان ما مجموعه 14925 دونما مخصصا للحبوب، و1580 دونما مرويا أو مستخدما للبساتين.
سميت محطة القطار التي بعدت 2 كيلومتر عن دير أبان، في العهد العثماني دير أبان وتحول اسمها لمحطة عرطوف في الفترة البريطانية.

## احتلال القرية
تعرضت القرية للهجوم أول مرة في 17 كانون الثاني\ يناير1948. وقد أفادت صحيفة نيويورك تايمز (نيويورك تايمز) أن هذا الهجوم وقع في أثناء معركة بيت لحم. وقد استمرت الهجمات على قريتين في محيط دير ابان وهما زكريا وبيت نتيف أربعا وعشرين ساعة. ونسبت صحيفة نيويورك تايمز (نيويورك تايمز) إلى مصادر عربية أنها قدرت القوة الصهيوينة بمائة رجل على الأقل. وبعد شهرين أي في 20 آذار\ مارس، أفيد عن تبادل نيران بين القرية ومستعمرة هر طوف اليهودية دام طوال النهار.
كانت دير آبان أول قرية في سياق عملية ههار. وتفيد تقارير الهاغاناه أنه تم الاستيلاء على التل المشرف على دير آبان في إثر مباغتة القوات المصرية التي صارت عرضة لنيران المدفعية والقصف لمدافع الهاون.في الليلة التالية، ليلة 19-20 تشرين الأول\ أكتوبر، احتلت القرية وهجر سكانها شرقا نحو بيت لحم ونحو تلال الخليل.

## القرية اليوم
يظهر اليوم في موقع القرية أكوام عالية من ركام الحجارة والسقوف المنهارة والروافد الحديدية وبقايا الحيطان القائمة ويقع في طرفها الشمالي كهف له مدخل تعلوه قنطرة دائرية. وتشاهد بئر ذات غطاء معدني قرب قنطرة حجرية أخرى قائمة بنفسها بعد أن زال باقي البناء. وتغلب على الموقع أشجار الزيتون واللوز والسرو والكينا فضلا عن نبات الصبار. كما تنبت أشجار الخروب على طول المصاطب المجاورة وما زالت تشاهد حتى اليوم آبار عدة، سدت فوهات بعضها بألواح خشبية.
ي أواخر سنة 1948, أنشأت إسرائيل مستعمرة تسرعا شمالي شرقي موقع القرية. كما أنشأت في سنة 1950 مستعمرات محسيا وبيت شميش ويشعي غربي الموقع. وتقوم المستعمرات الأربع جميعها على أراضي القرية.

## معرض صور

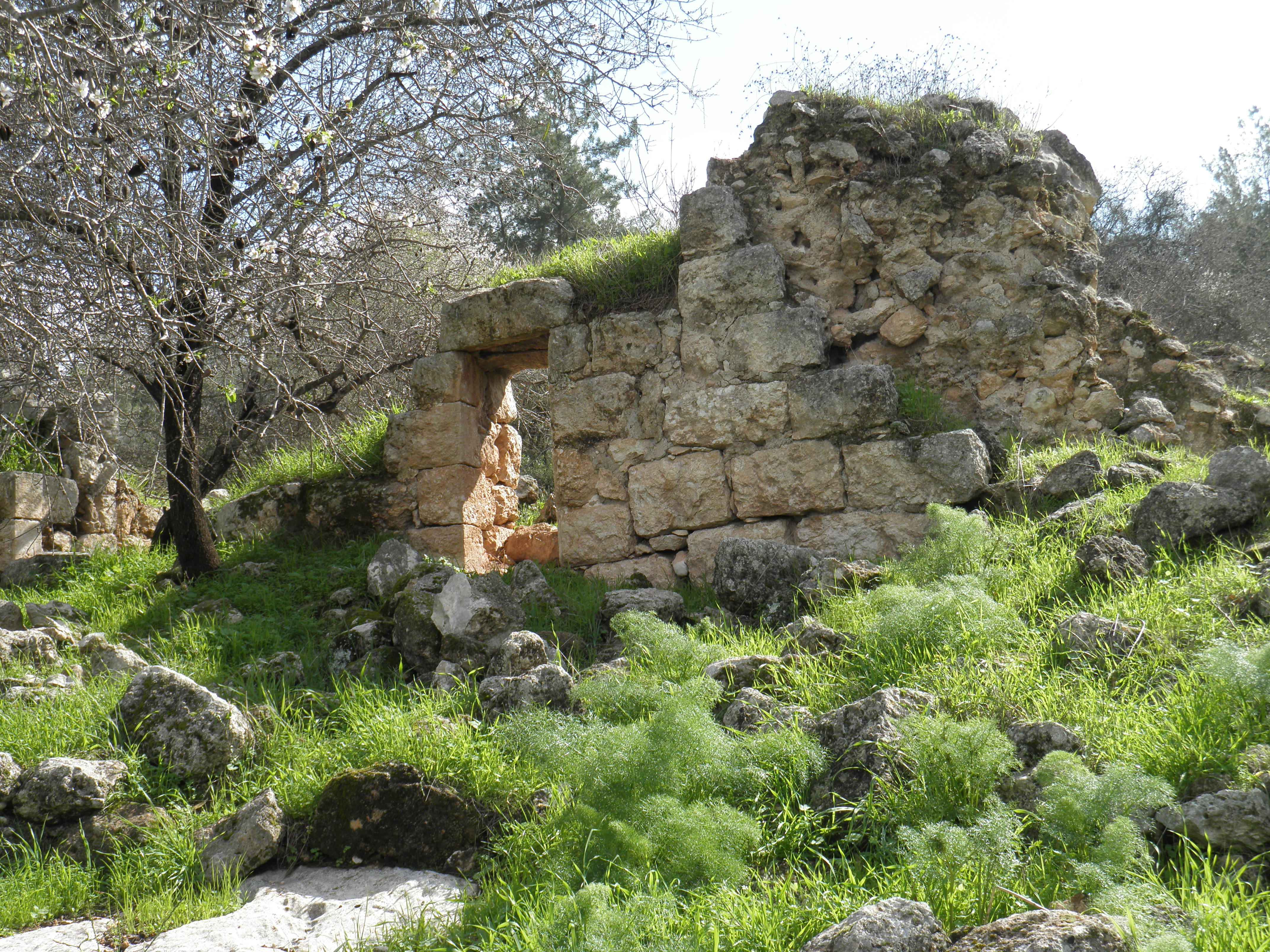
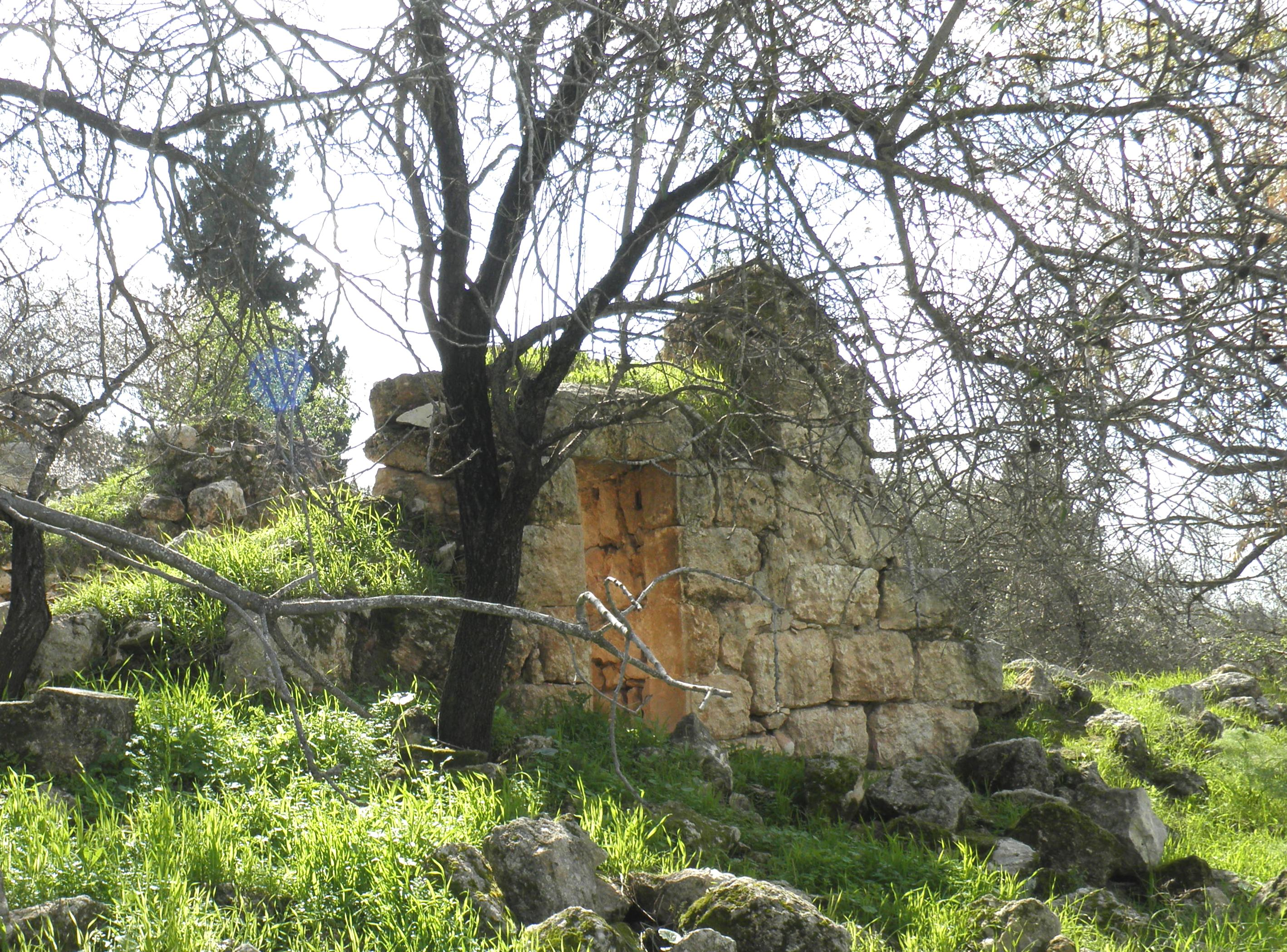
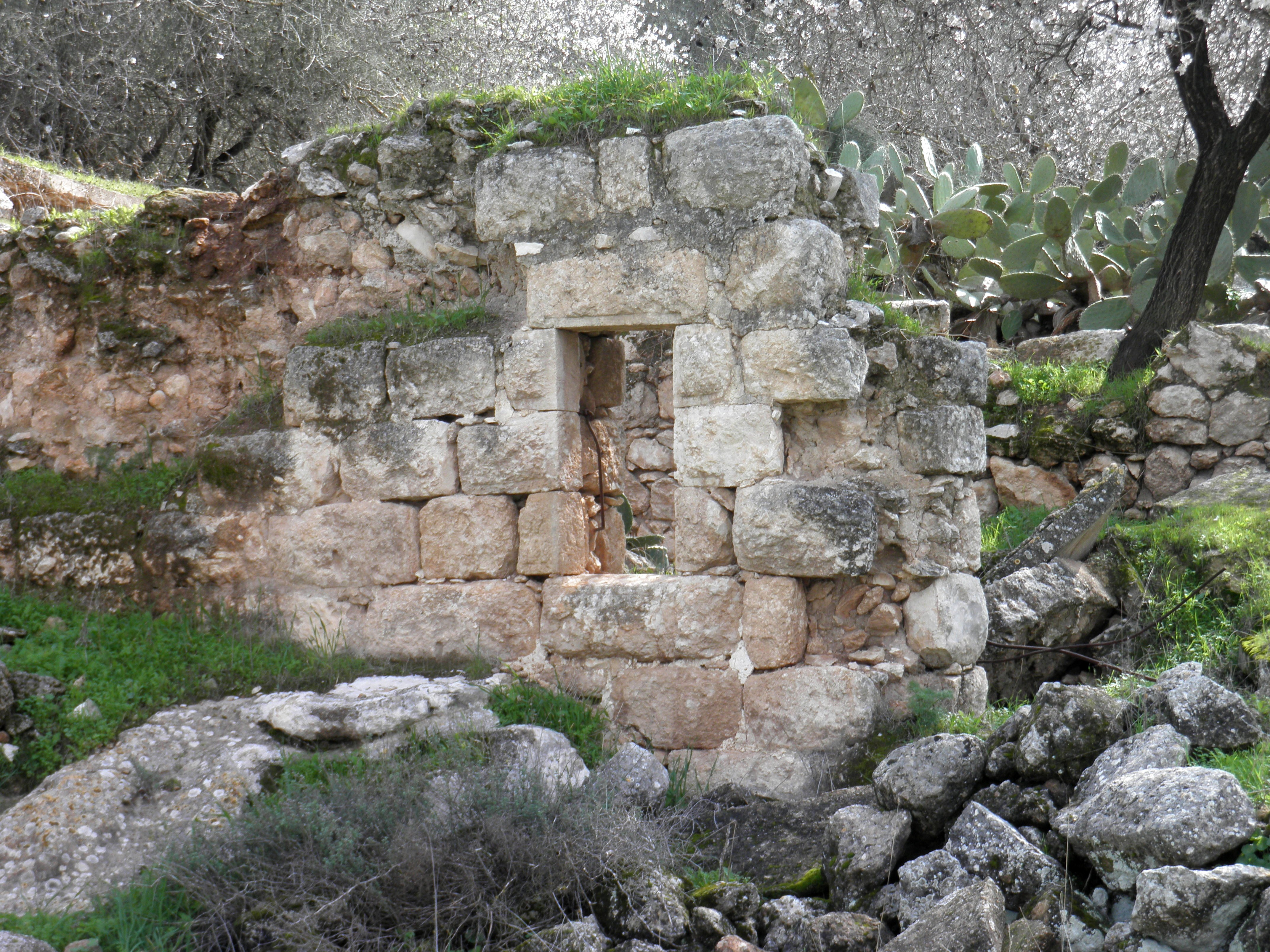
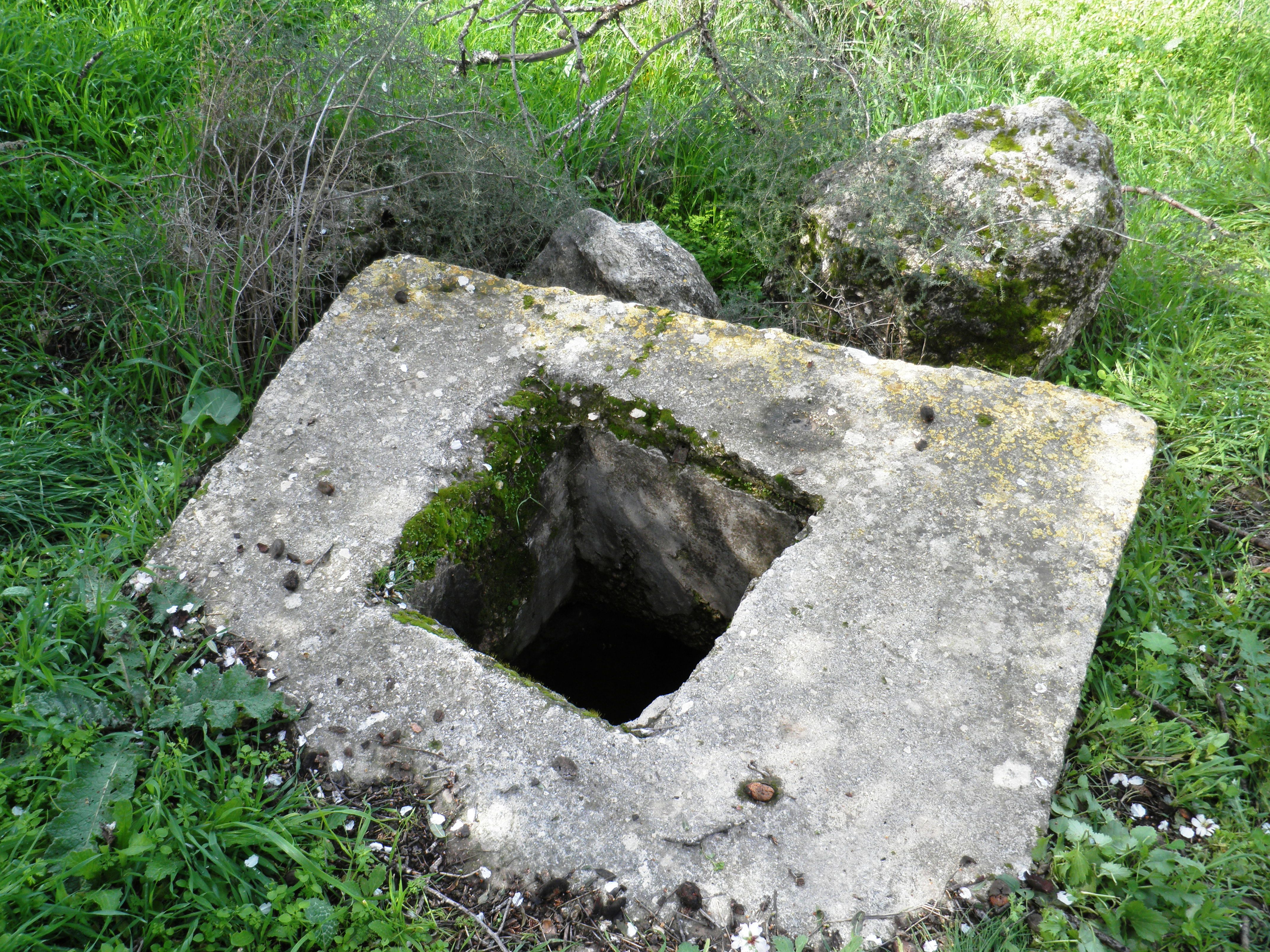
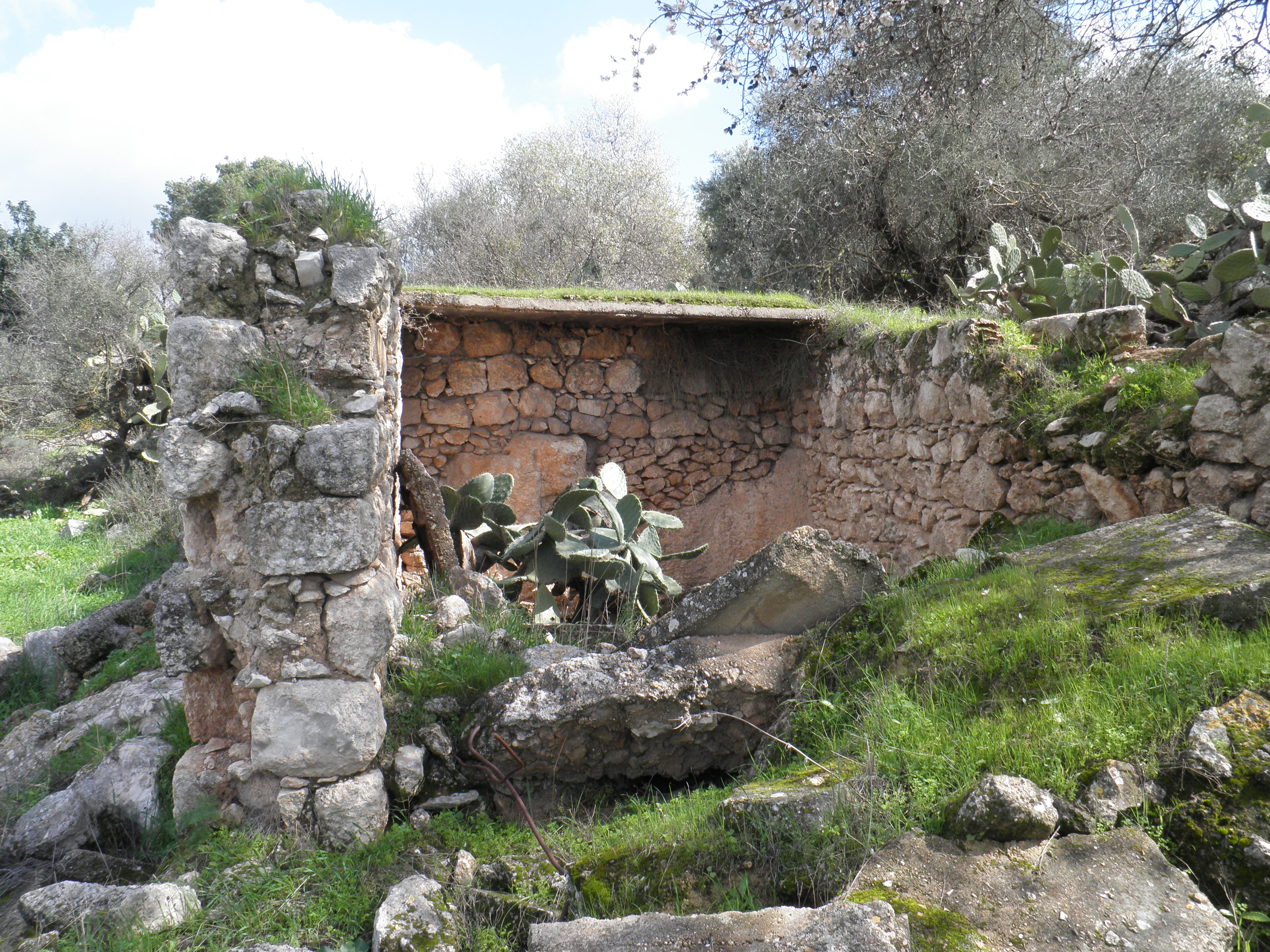
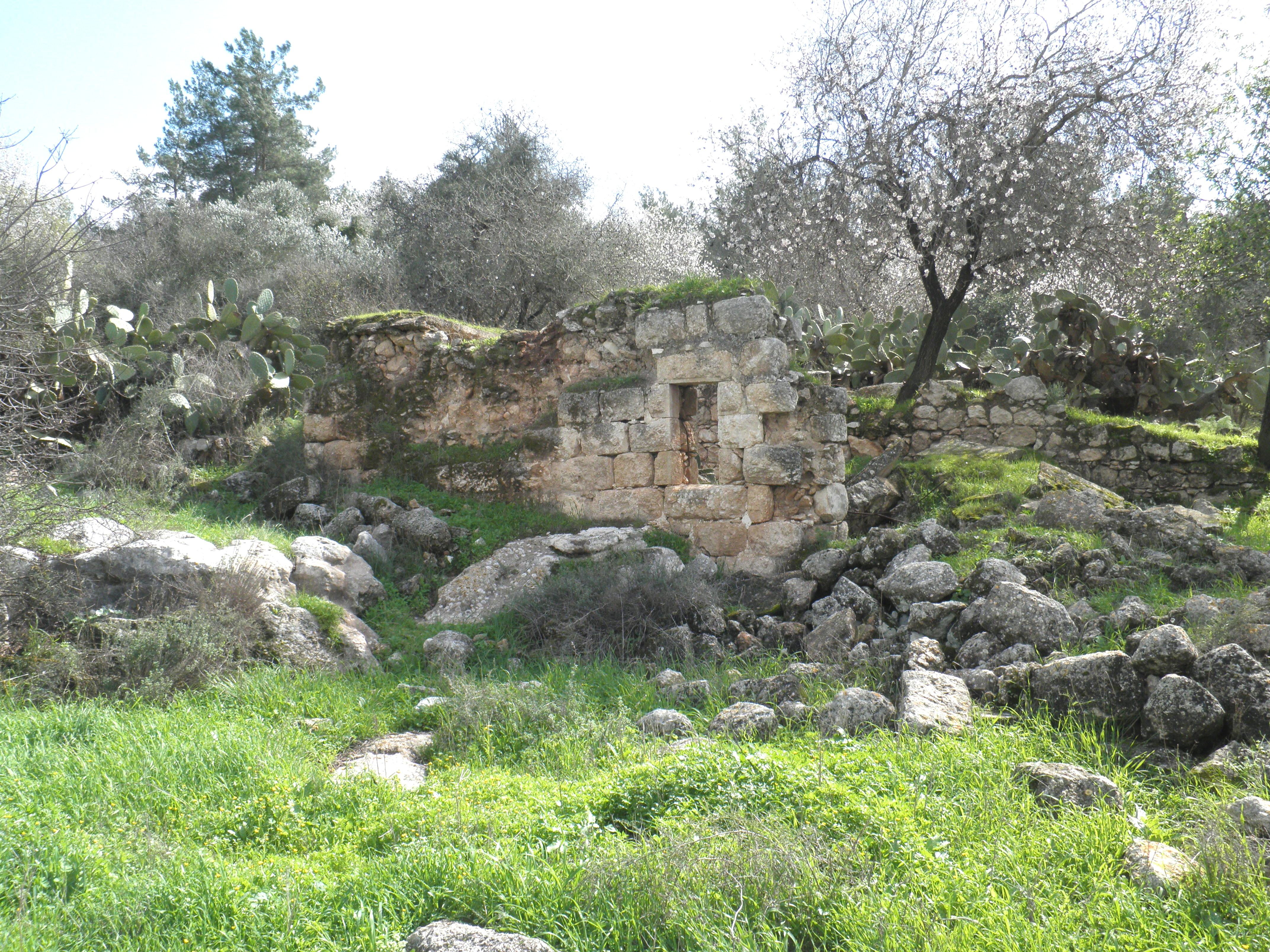
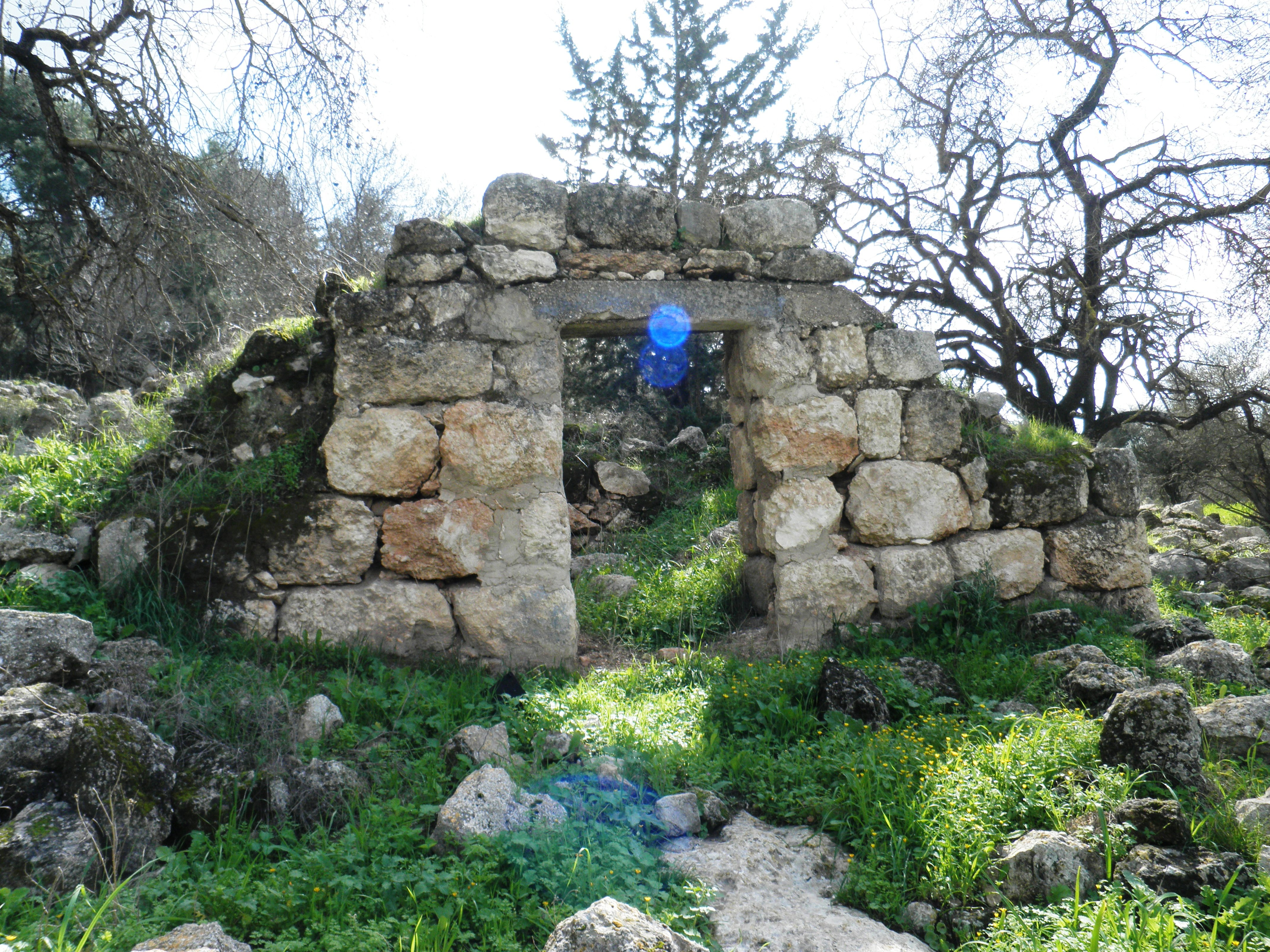
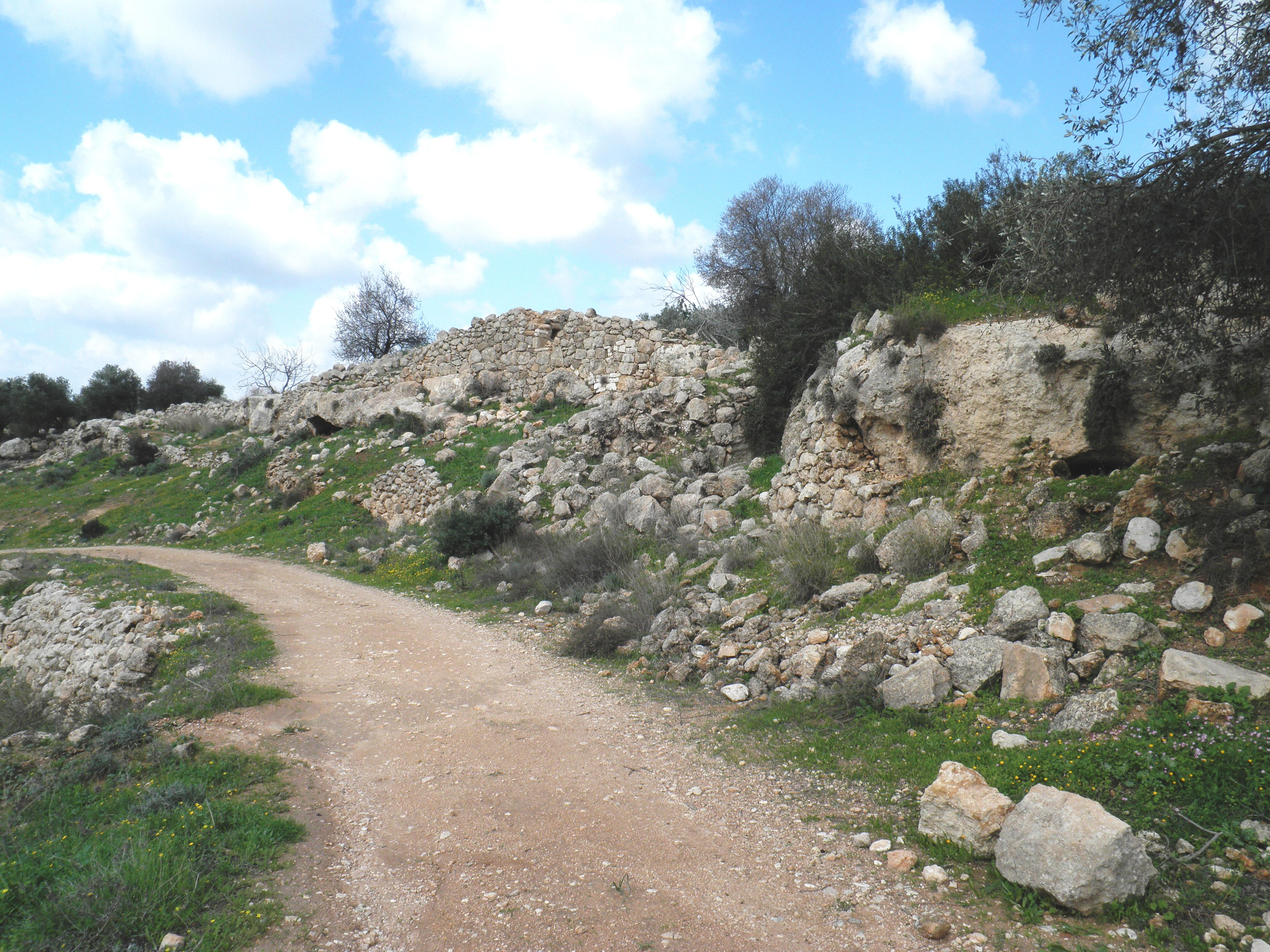
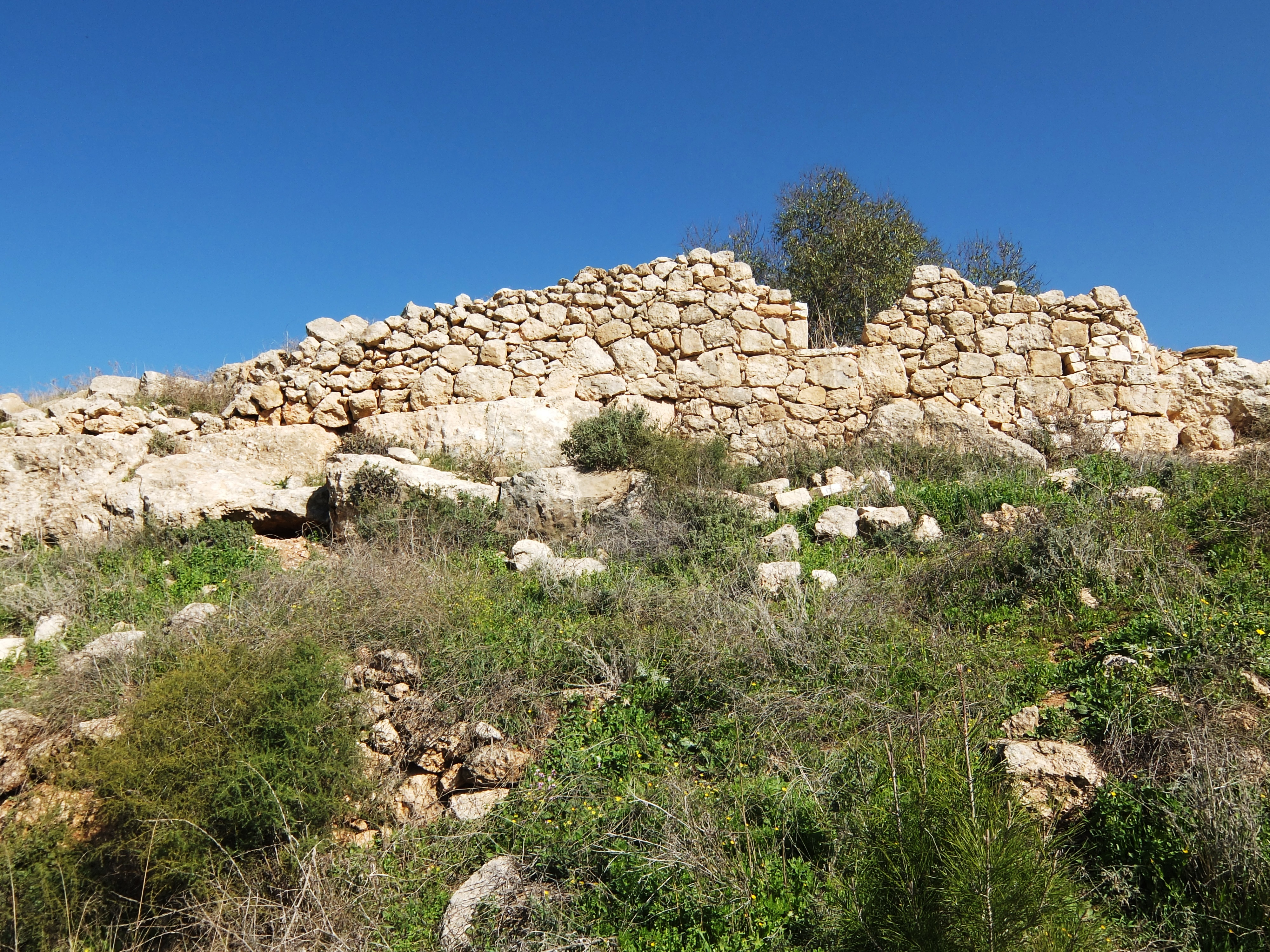
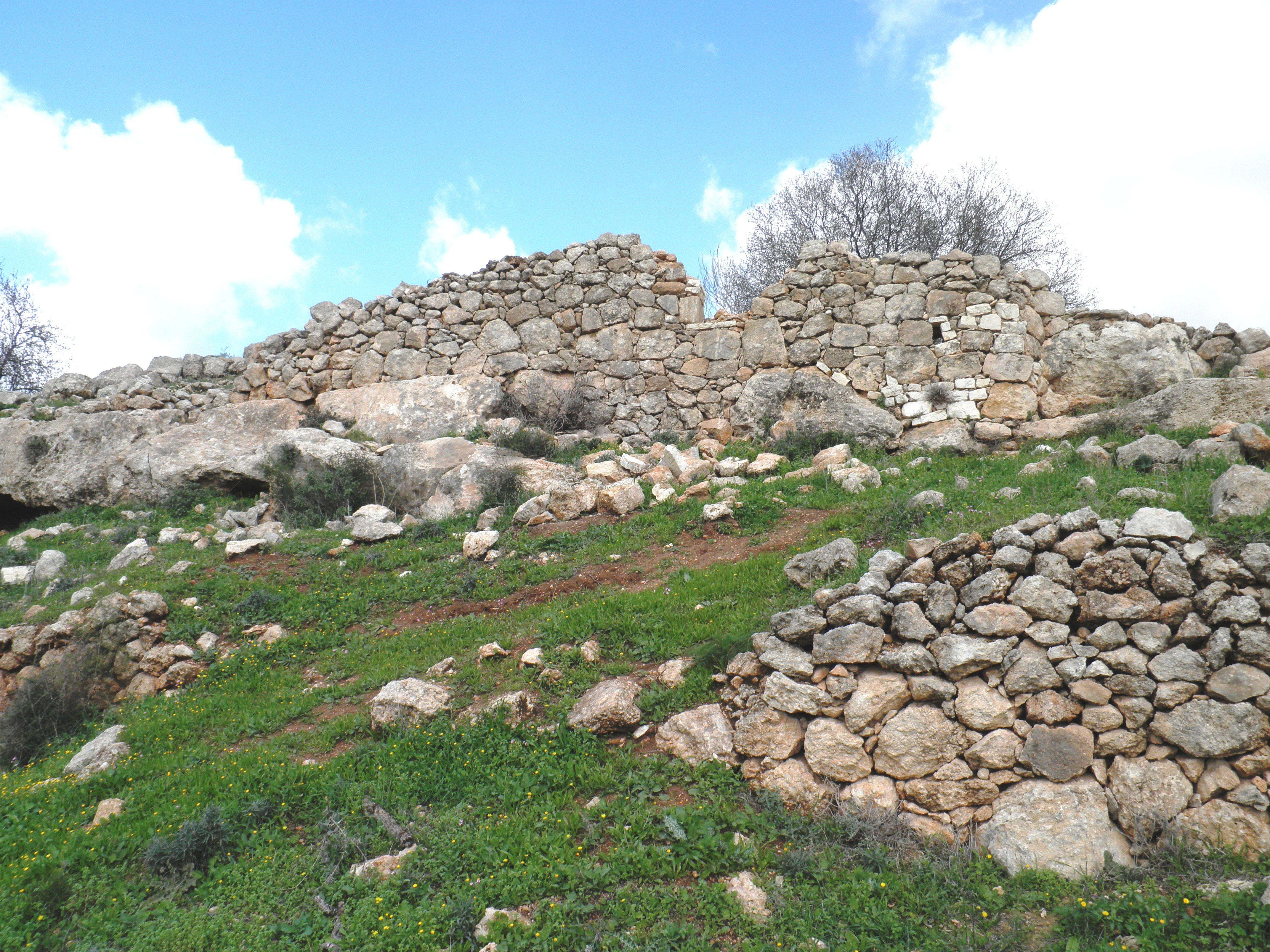
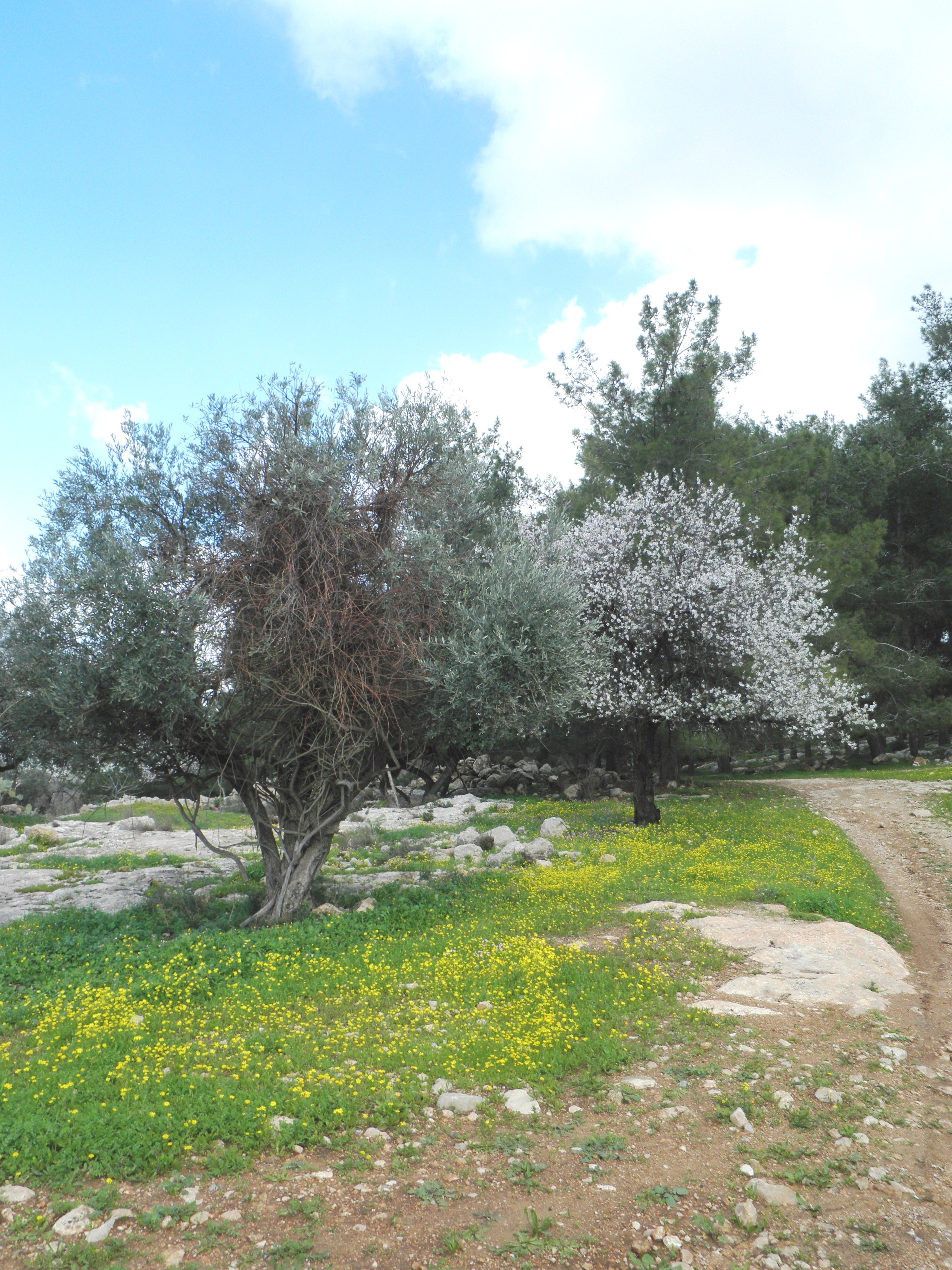
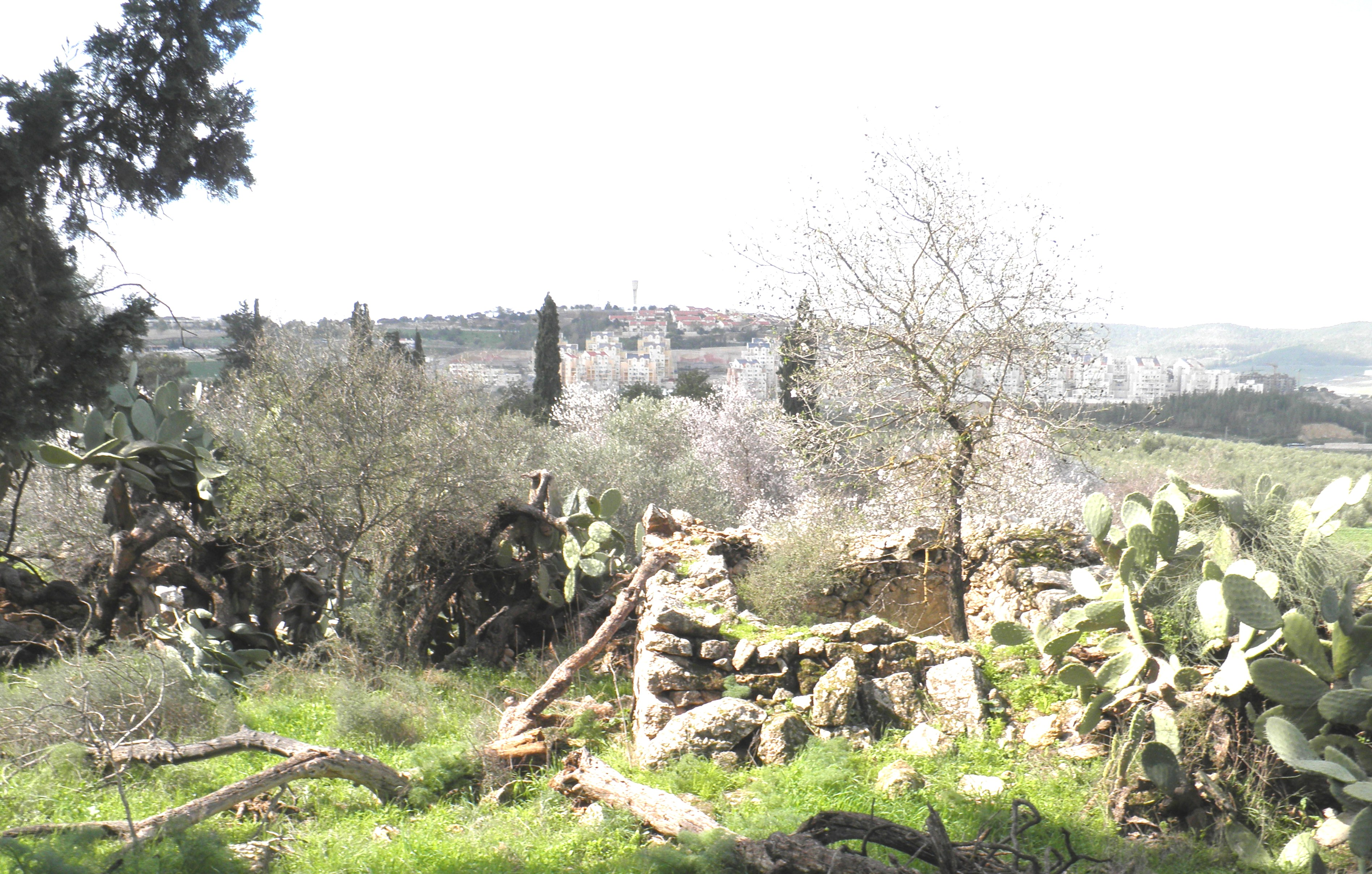
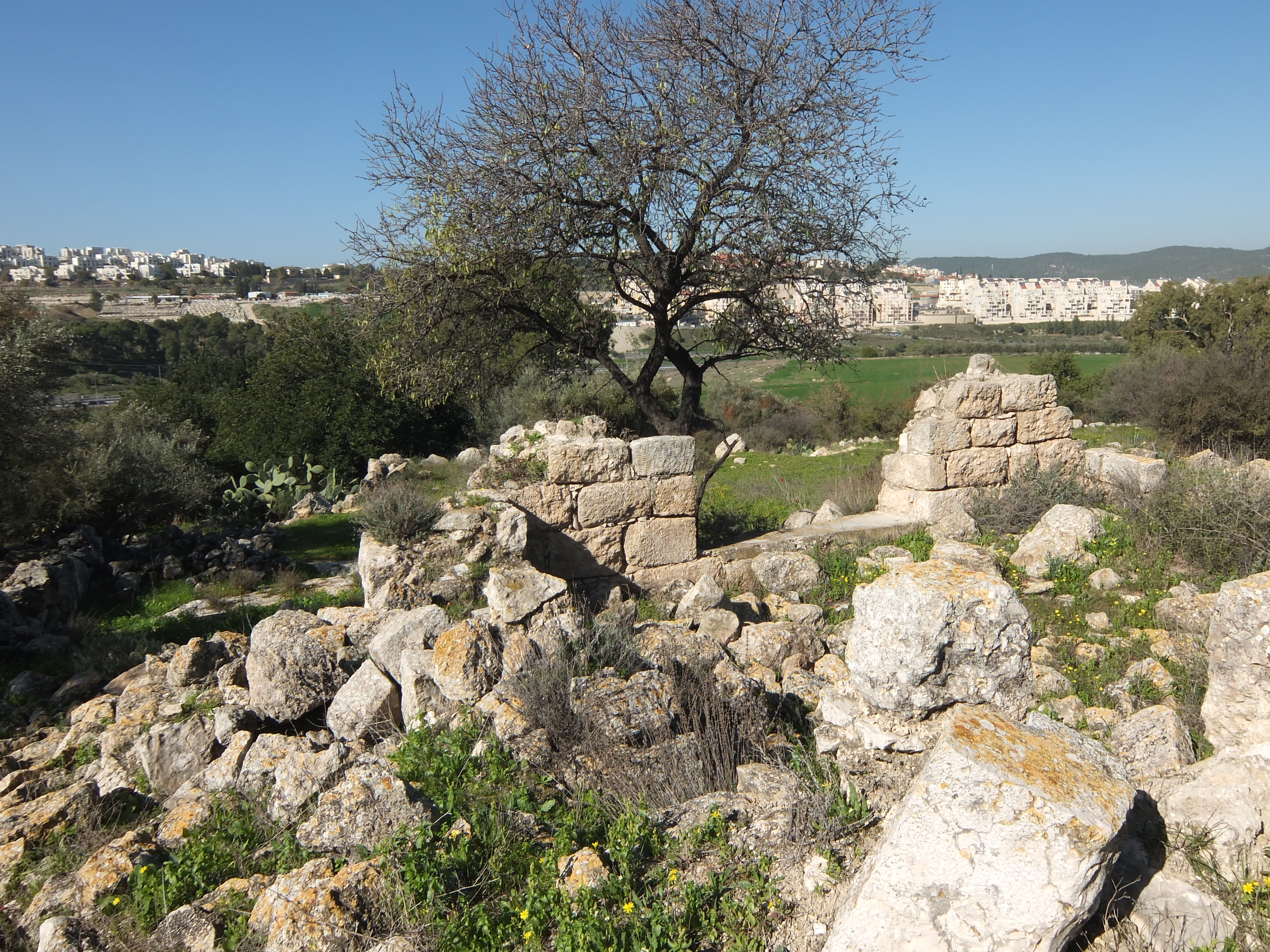
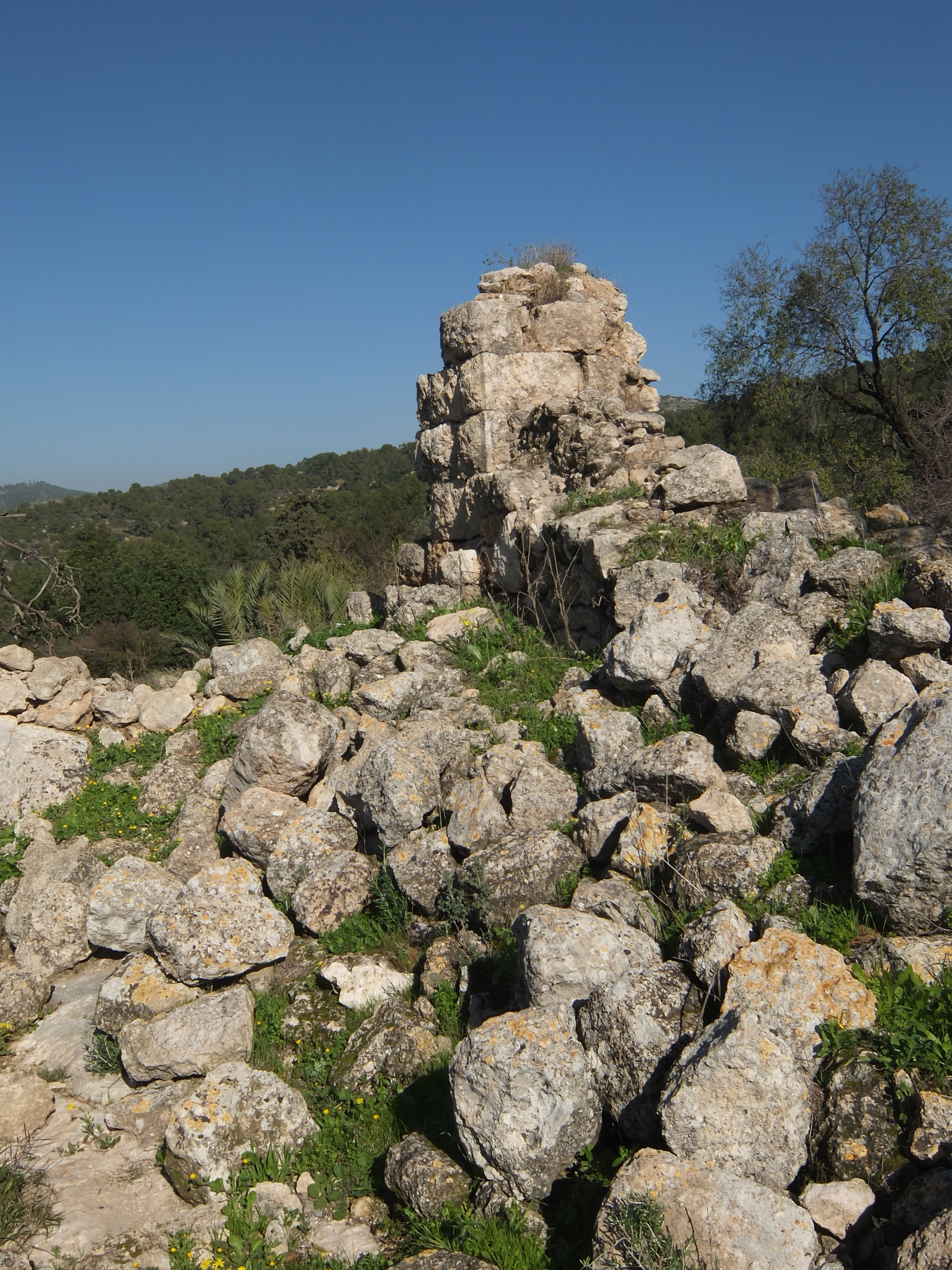
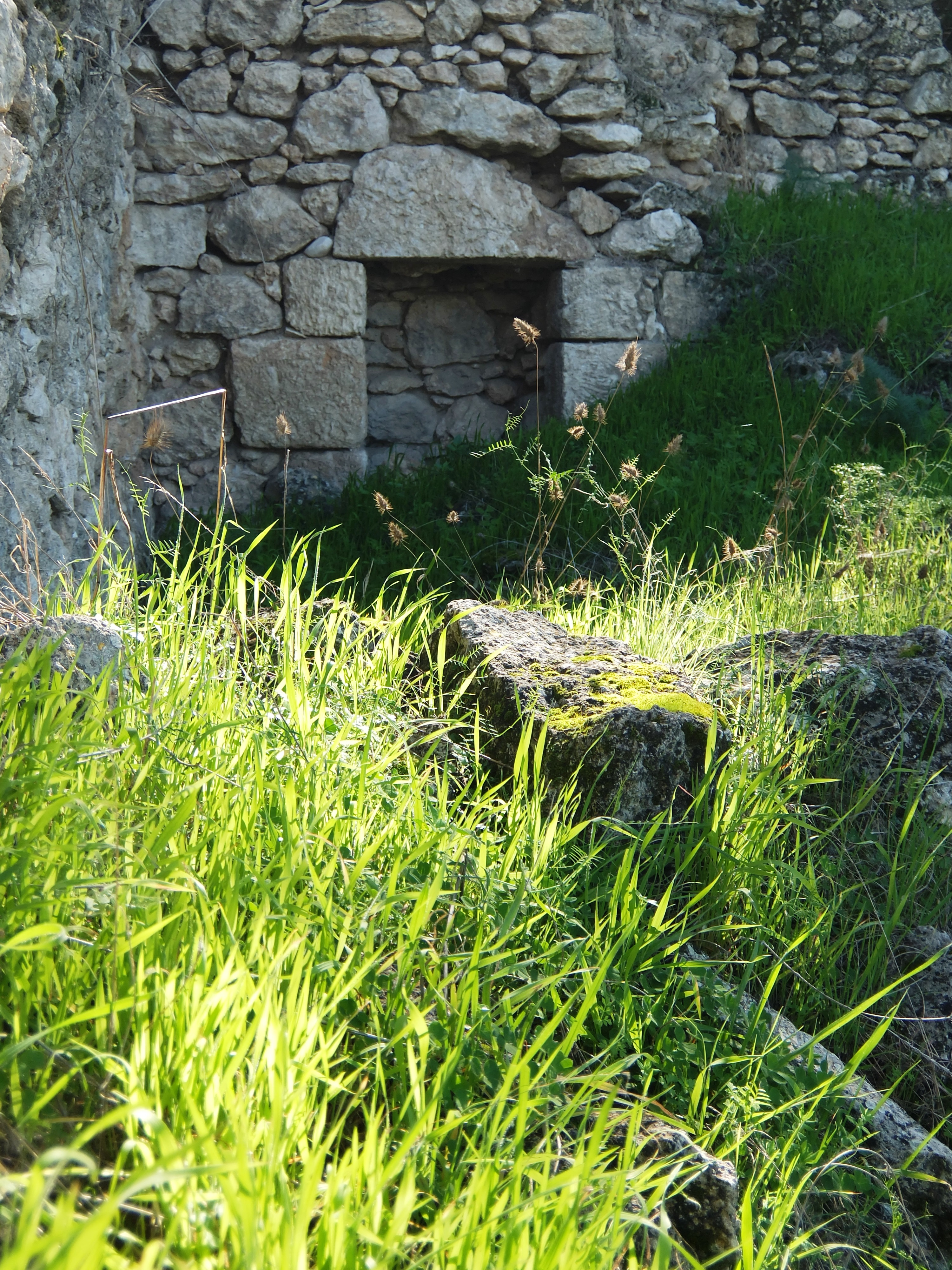
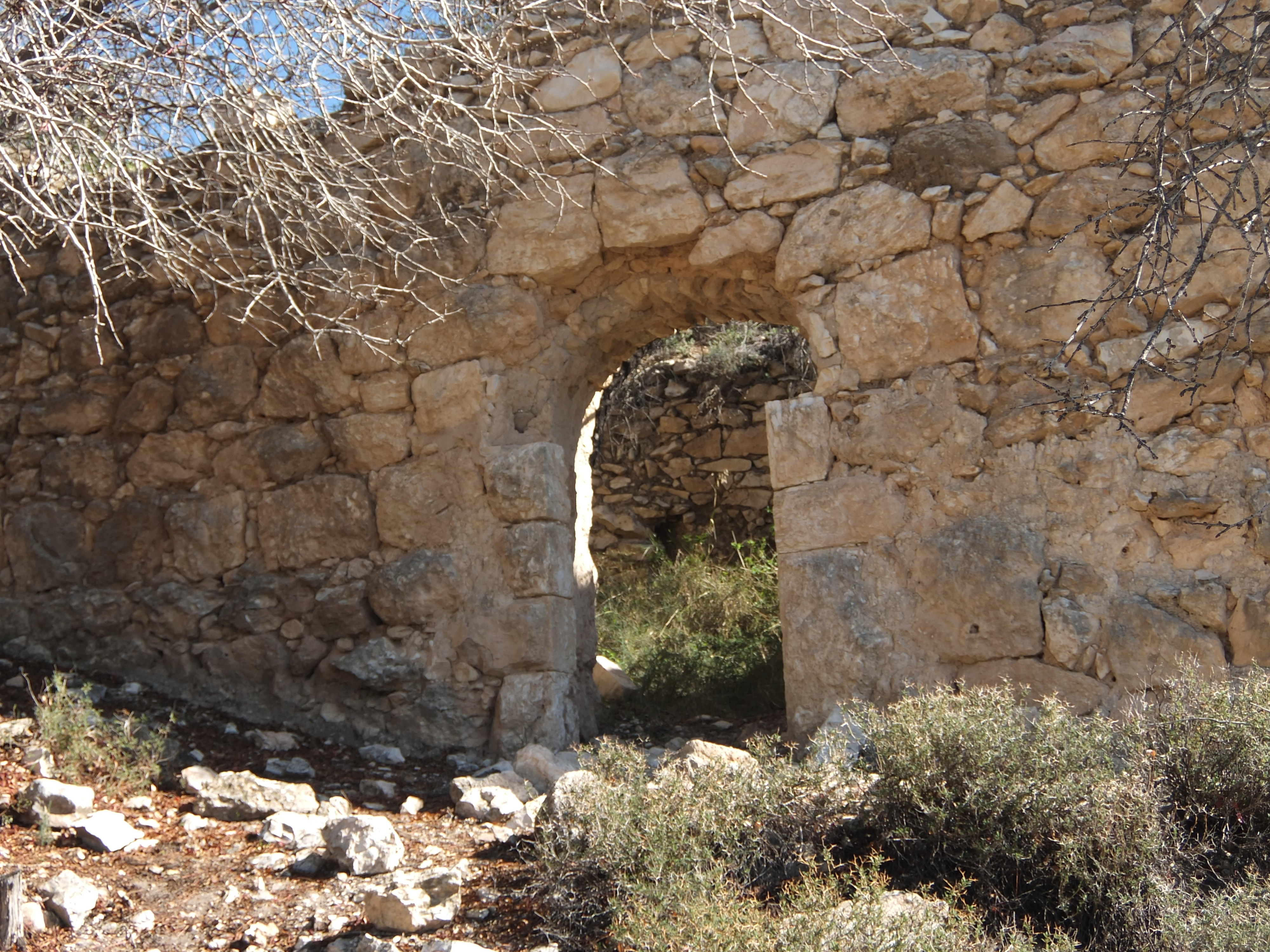
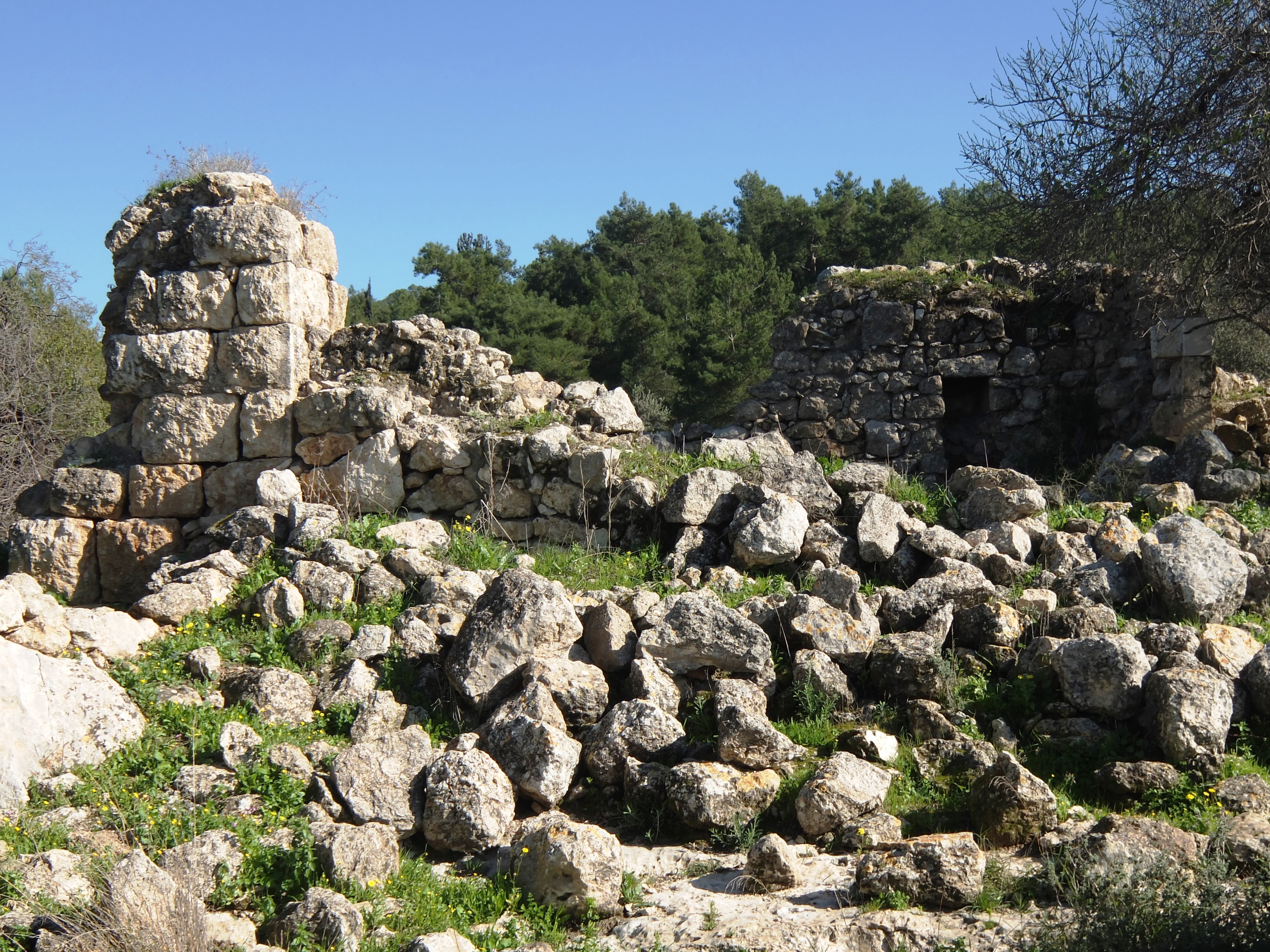
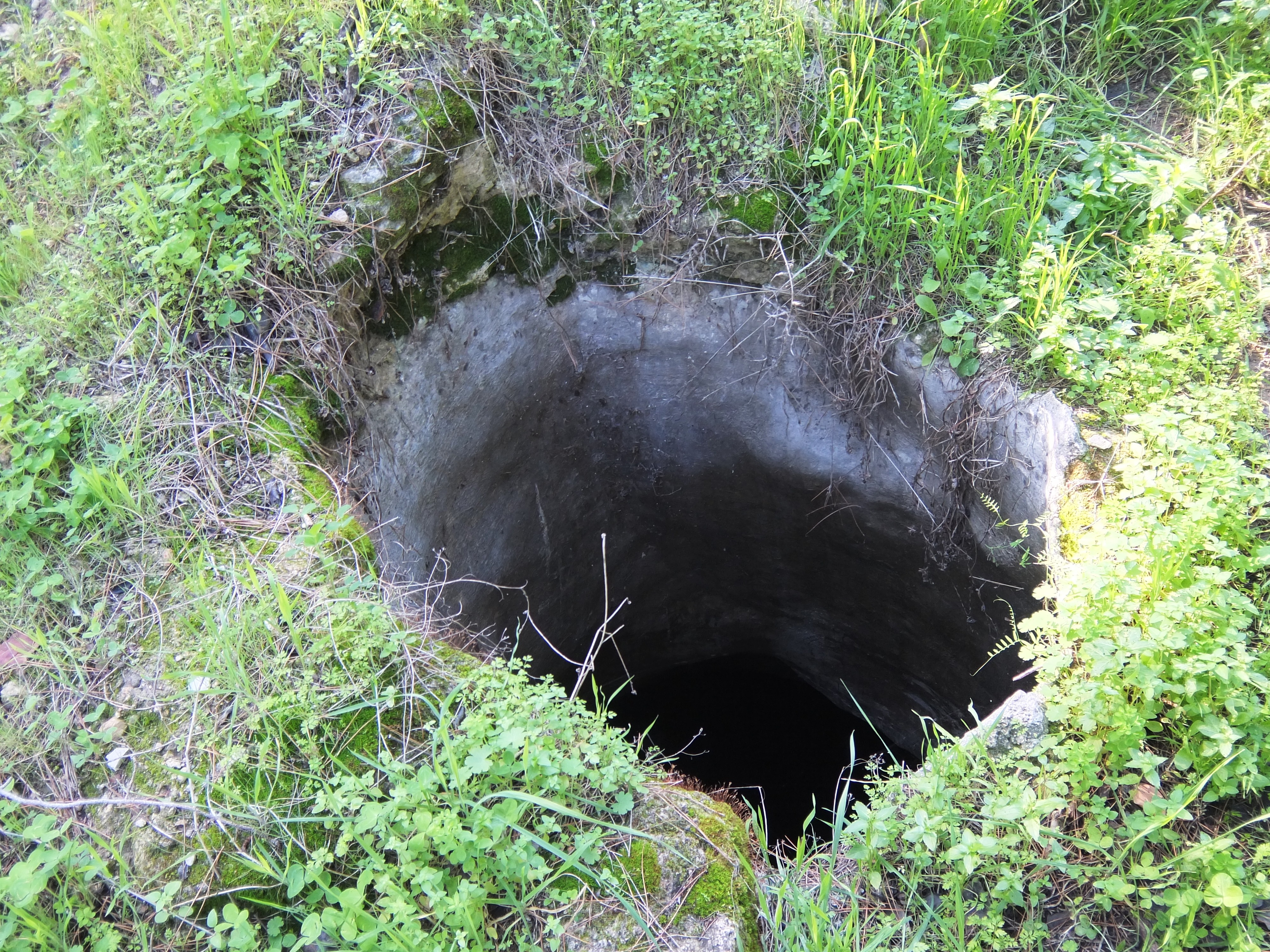
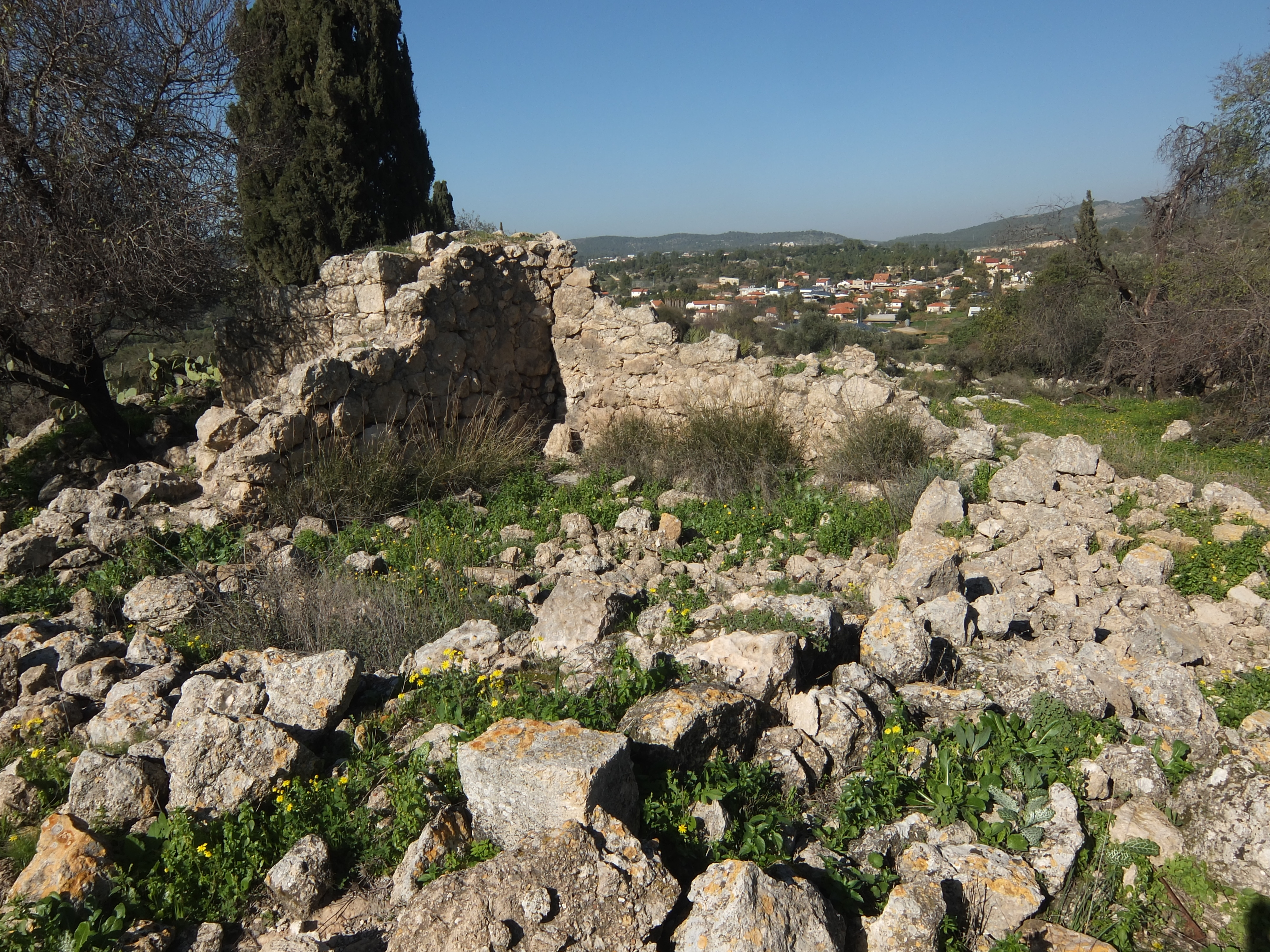
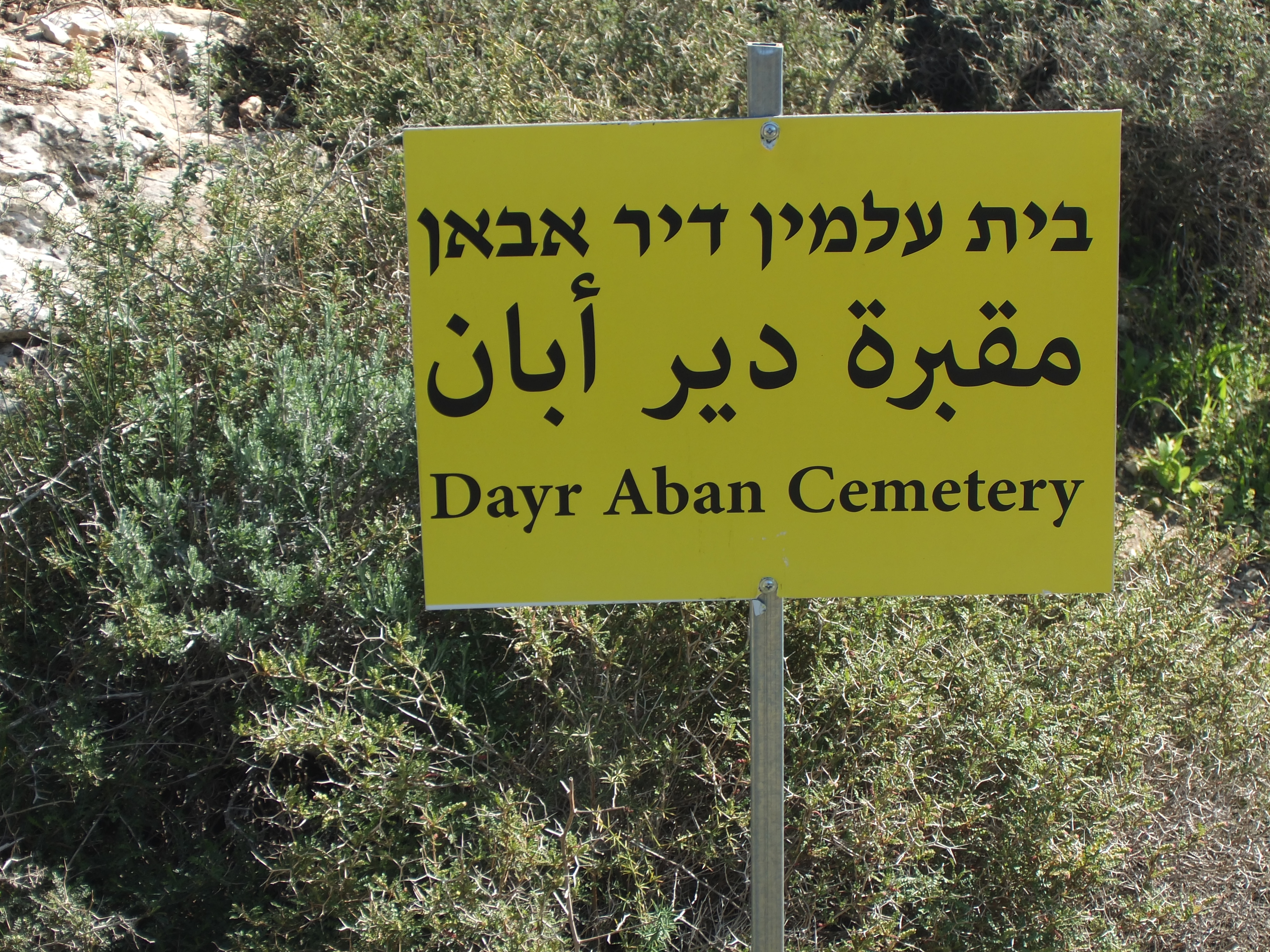
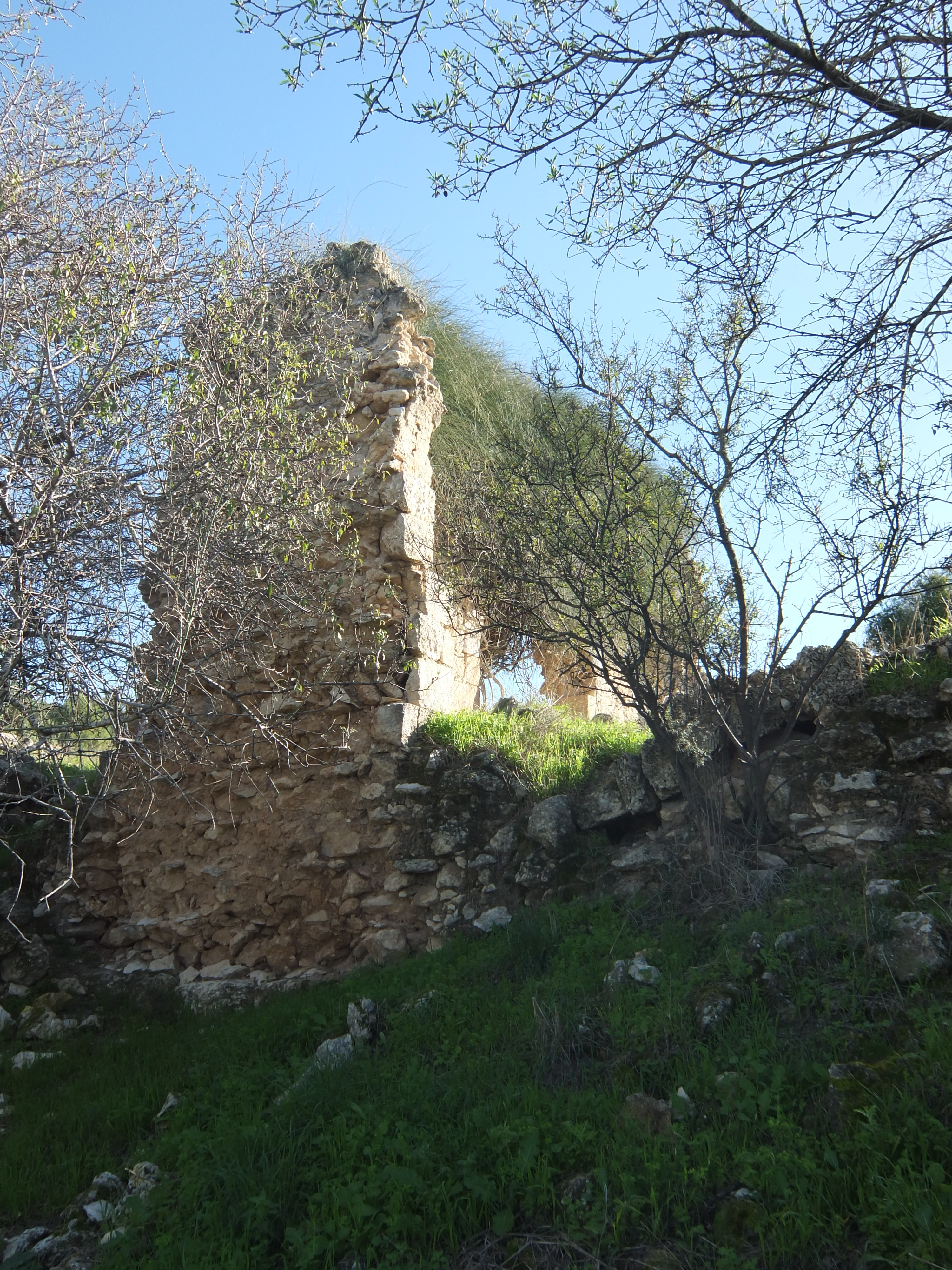
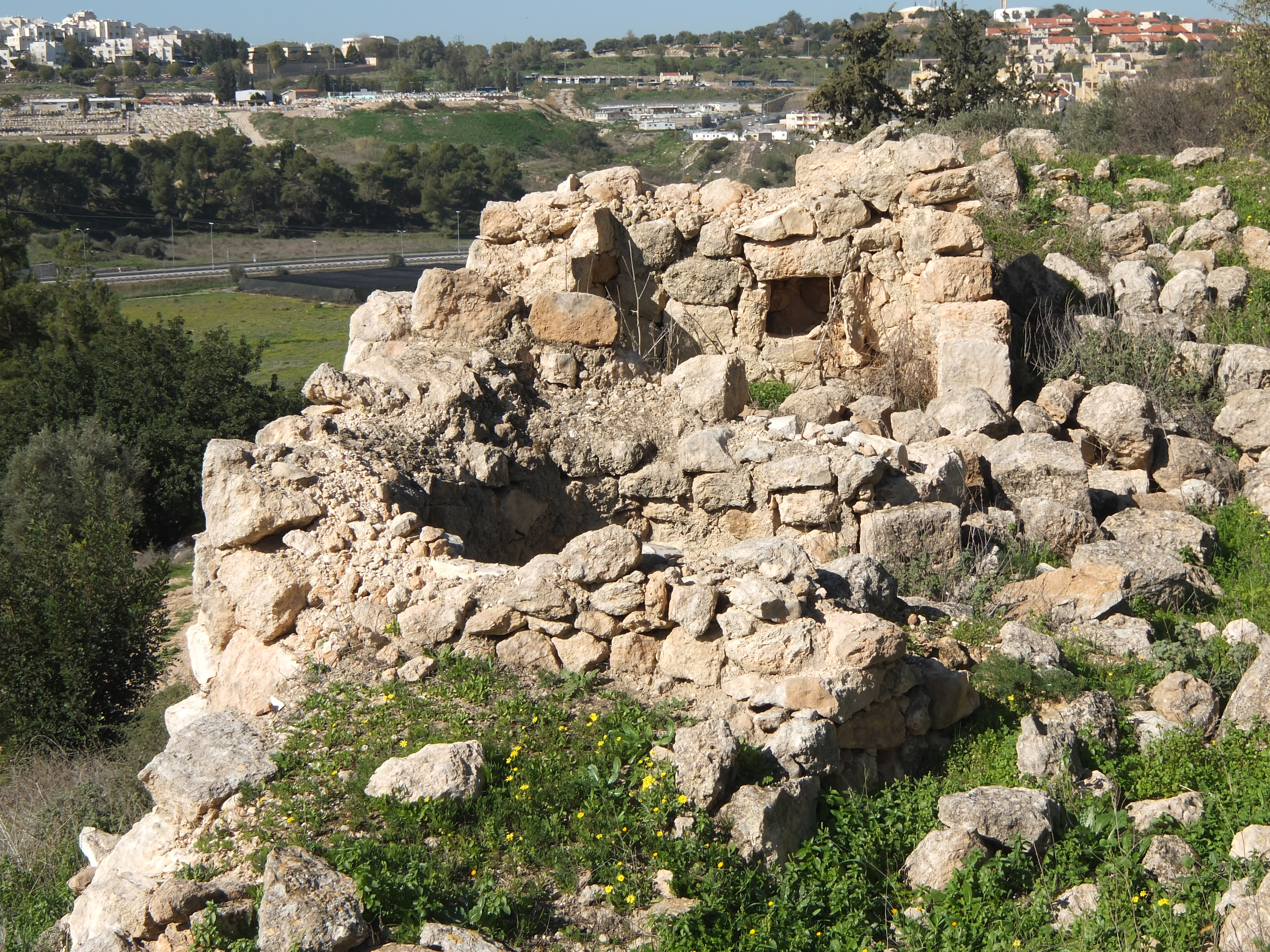
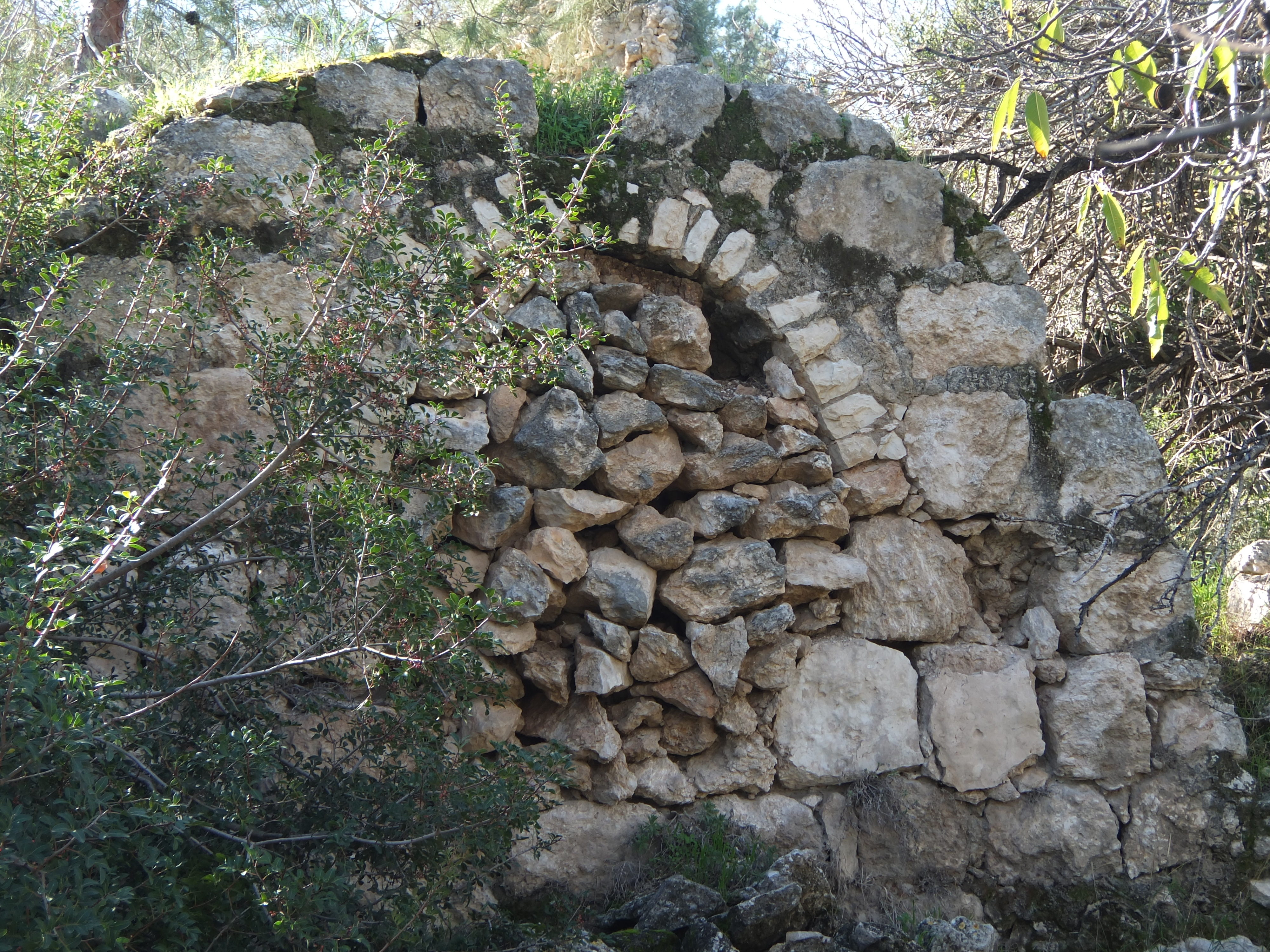
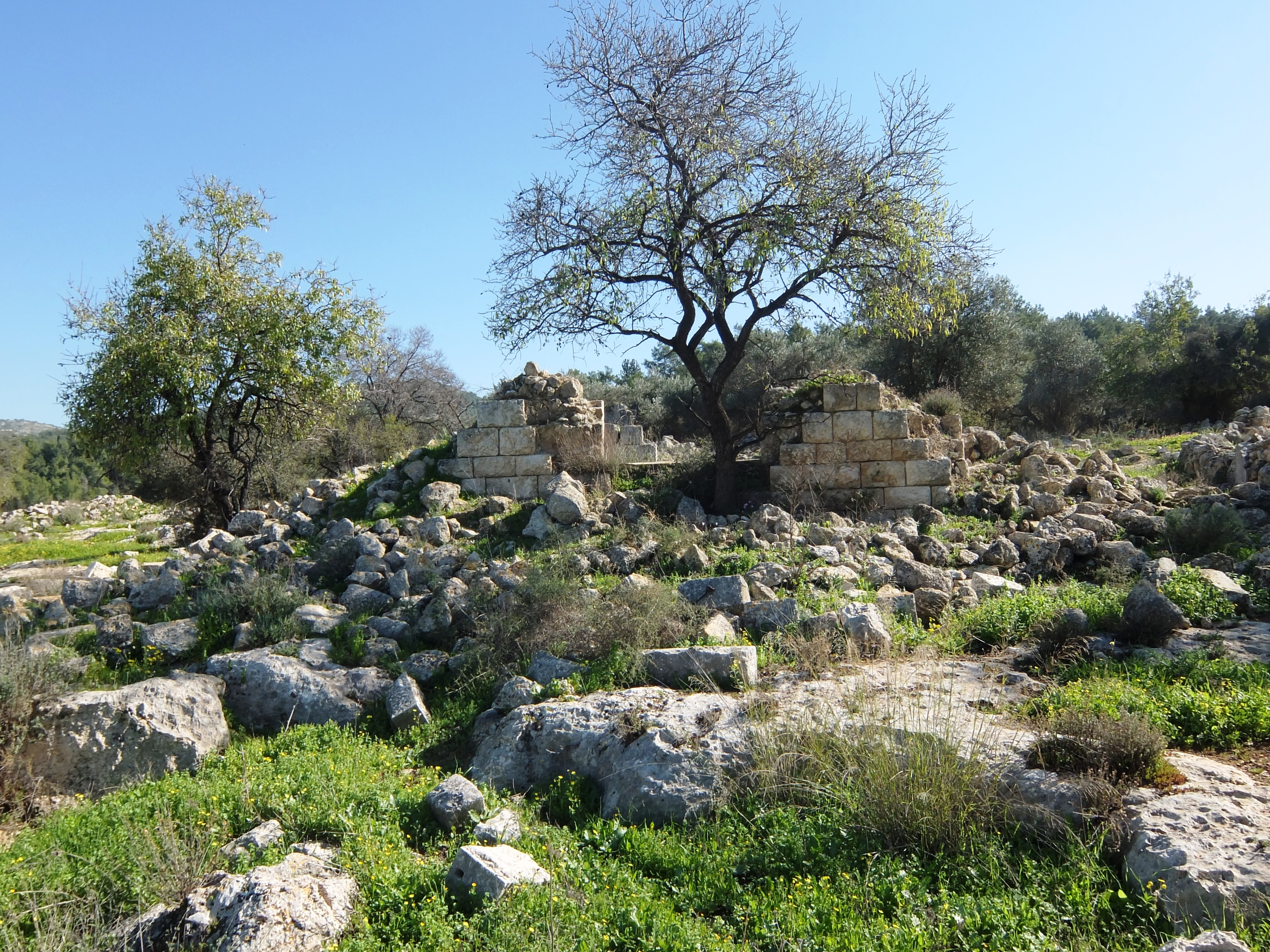